# SBテクノロジー
SBテクノロジー株式会社（英: SB Technology Corp.）は、ソフトバンクの連結子会社である。略称はSBT。2019年10月1日までの旧社名はソフトバンク・テクノロジー株式会社。

## 概要
ソフトバンクグループのグループ会社であり、マイクロソフト事業とマネージドセキュリティサービスを中核としたセキュリティ事業、シマンテック社のノートンストアECサイト事業を展開しているシステムインテグレーター。
マイクロソフトが認定するゴールドパートナーであり、マイクロソフトの製品群を中心とした情報系インフラの構築、保守・監視・運用に加え、独自のマイクロソフトアドオンサービスをclouXion（クラウジョン）ブランドで展開している。2014年から10年連続でマイクロソフト ジャパン パートナー オブ ザ イヤーを受賞。

## 沿革
- 1990年（平成2年）10月 - ソフトバンク技研株式会社を設立。
- 1991年（平成3年）7月 - ソフトバンクネットワークセンター株式会社を設立。
- 1997年（平成9年）8月 - ソフトバンク技研とソフトバンクネットワークセンターを併合して、ヱスビーネットワークス株式会社を設立。
- 1998年（平成10年）8月 - ソフトバンク株式会社情報システム部を統合。
- 1999年（平成11年）
  - 1月 - ソフトバンク・テクノロジー株式会社に商号を変更。
  - 7月 - 日本証券業協会に株式を店頭登録。
- 2001年（平成13年）3月 - イー・コスモ株式会社（現・M-SOLUTIONS）を子会社化。
- 2002年（平成14年）5月 - 東京都千代田区飯田橋に本社を開設。
- 2003年（平成15年）7月 - お茶の水オフィスを開設。
- 2004年（平成16年）12月 - 東京証券取引所市場第二部上場。
- 2006年（平成18年）3月 - 東京証券取引所市場第一部指定。
- 2007年（平成19年）9月 - 株式会社エーアイピーブリッジを吸収合併。
- 2008年（平成20年）
  - 3月 - SBTコンサルティング株式会社、ソフトバンク・モバイル・テクノロジー株式会社を吸収合併。
  - 10月 - 名古屋オフィス開設。
- 2010年（平成22年）
  - 4月 - イー・コマース・テクノロジー株式会社を吸収合併。
  - 8月 - お茶の水オフィスを飯田橋オフィスに移転。
- 2012年（平成24年）6月 - 汐留オフィス開設
- 2014年（平成26年）
  - 2月 - 本社機能を飯田橋オフィスから新宿イーストサイドスクエアへ移転。
  - 4月 - サイバートラスト株式会社を子会社化[3]。
  - 7月 - ミラクル・リナックスを6億円で買収[4]。
- 2017年（平成29年）
  - 10月 ‐ ソフトバンクグループジャパン合同会社が、ソフトバンクグループインターナショナル合同会社（現・ソフトバンクグループジャパン）に吸収合併されたことに伴い、ソフトバンクグループインターナショナル合同会社が直接の親会社となる。
  - 10月 - ミラクル・リナックスとサイバートラストを吸収合併の方式により合併し[5]、ミラクル・リナックスの社名を「サイバートラスト株式会社」へ変更。
- 2018年（平成30年）4月 - ソフトバンクグループインターナショナル合同会社が、保有していた当社の全株式をソフトバンク株式会社に現物出資したことに伴い、ソフトバンクが直接の親会社となる。
- 2019年（令和元年）10月1日 - SBテクノロジー株式会社に社名変更。
- 2020年（令和2年）7月 - (株)電縁を子会社化
- 2024年（令和6年）
  - 6月 - ソフトバンク株式会社が株式公開買付けにより持株比率を88.14%とする[6]。
  - 9月 - 東京証券取引所プライム市場上場廃止。株式併合によりソフトバンク株式会社の完全子会社となる[1]。